# Volodymyr Mitin
Volodymyr Oleksandrovich Mitin (nascido em 1937) é um ex-ciclista soviético.
Competiu pela União Soviética nos Jogos Olímpicos de Verão de 1956 na prova de perseguição por equipes (4 000 m) e terminou em quinto lugar.